# Jean Conrad de Kock
Pour les articles homonymes, voir Kock.
Jean Conrad de Kock, né Johannes Conradus de Kock à Heusden, baptisé le 28 janvier 1756, est un avocat, membre active de patriotes bataves et banquier. Il fut le seul Hollandais guillotiné à Paris, le 24 mars 1794.

## Biographie
Fils de Govert de Kock, qui était, entre autres, barbier chirurgien et échevin à Heusden, il est devenu, après ses études de droit, avocat. En avril 1785, il a défendu contre le maire d’Amsterdam Joachim Rendorp l’éditeur Jan Hespe, dont la condamnation de celui-ci au pain et à l’eau a creusé le fossé entre les aristocrates et les démocrates hollandais. De Kock considérait que la trop grande influence du stadhouder sur les nominations, contre celle du peuple constituait une menace pour les démocrates patriotes. En juin 1785, âgé de 29 ans, il est secrétaire de la milice patriotique « l’Unité » à Gorinchem et participe à la rédaction de l’Acte d’engagement des patriotes mécontents de Hollande, d’Utrecht, de Brabant, de Gueldre et de Zwolle.

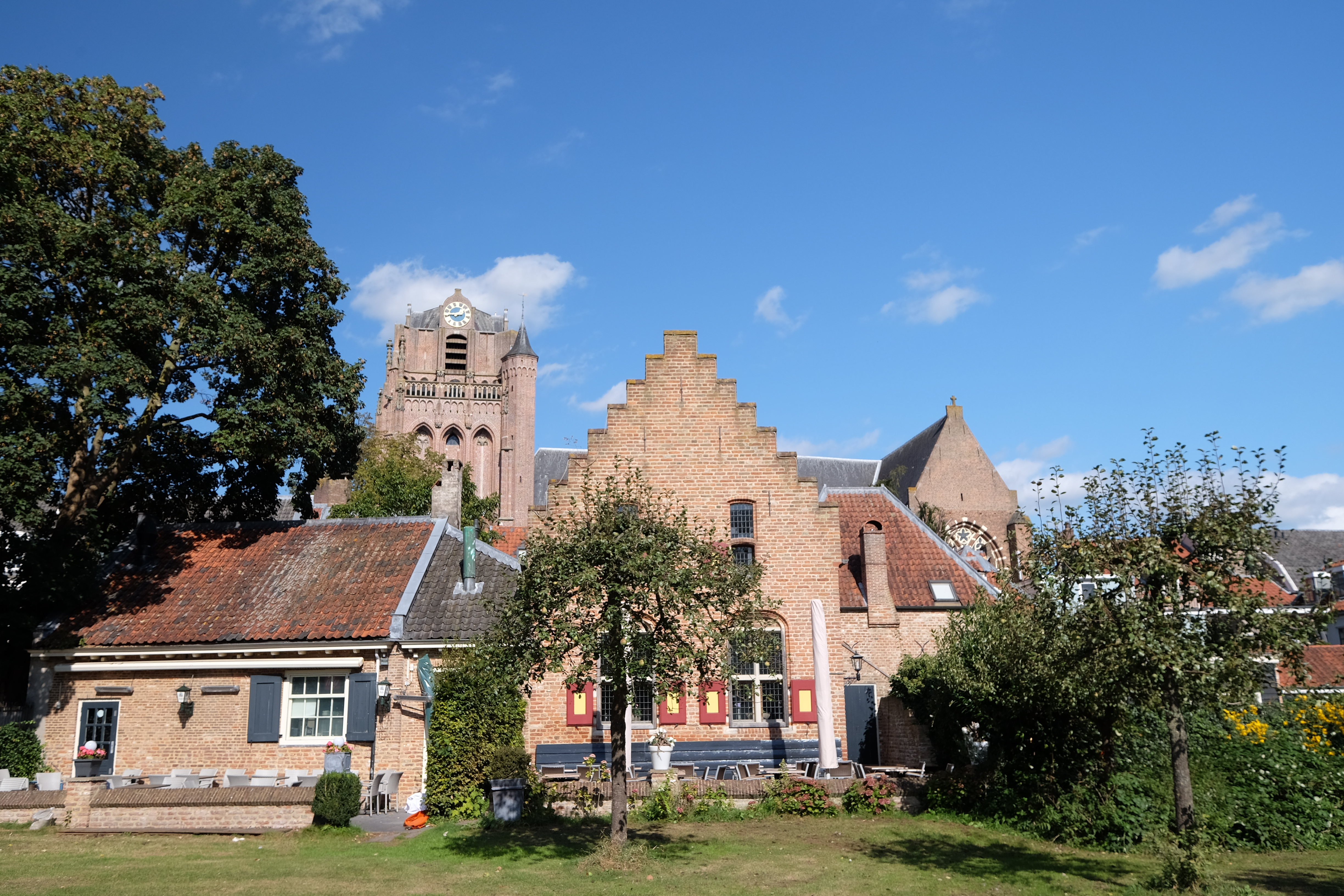
Wijk bij Duurstede, Netherlands - panoramio

Le 20 avril 1786, il fut nommé pensionnaire à Wijk bij Duurstede. Le 6 juillet 1787, cette ville patriotique fut occupée sans combat par deux régiments allemand de l'armée des États. Le 26 juillet, il fut décidé à Amsterdam de l'envoyer à Paris avec 40 autres chefs afin d'obtenir le soutien militaire de la France. Cette mission connut des retards de procédure, mais le journaliste Brissot de Warville et le banquier Étienne Clavière se sont rendus à Utrecht pour se faire une idée. Le 10 octobre 1787, jour où une partie de l'armée prussienne encercla Amsterdam, il s'enfuit avec plus de 5,000 compatriotes radicaux, accompagnés de leurs épouses et enfants, après que Frédéric-Guillaume II, roi de Prusse et beau-frère du stathouder Guillaume V, eut exigé satisfaction pour sa sœur, et que le parti orangiste, soutenu par 20.000 Prussiens, eut mené une sévère répression contre les patriotes.

### France

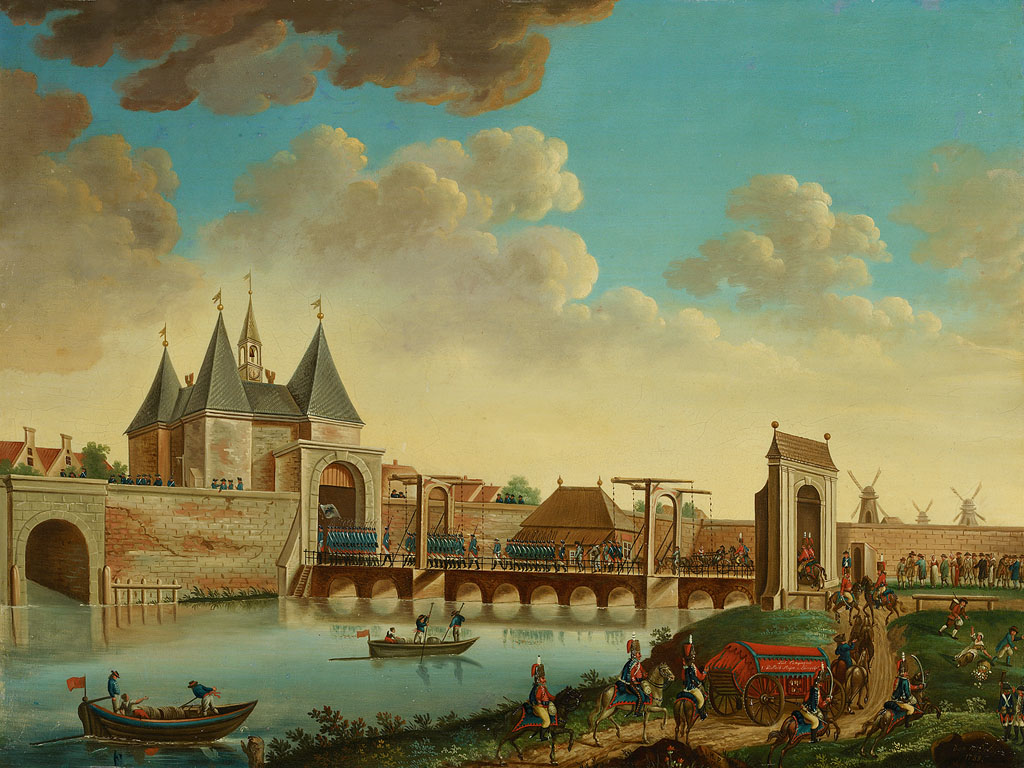
Entrée des troupes prussiennes à Amsterdam le 10 octobre 1787

Réfugié en France avec sa femme et ses deux fils Henri et Jean-Pierre, il perd sa femme, Marie-Pétronille Merkus, le 31 décembre et épouse, un an plus tard, une riche veuve bâloise, Anna Maria Kirsberger, dont il eut, en 1791, une fille qui ne vécut que quelques mois et, en 1793, un fils, le futur romancier Paul de Kock. En se résignant à l’exil, il n’avait pas renoncé à l’espoir d'affranchir sa patrie, et, en attendant que la France républicaine tende la main à la République batave, sachant qu’un des meilleurs moyens d’assister son pays est d’avoir beaucoup de fonds à son service, il s’occupa d’augmenter sa fortune en s’associant avec la Banque Girardot, après le 1er janvier 1791, pour 2/3 à la maison Sartorius-Schuchardt & Cie, devenant commissionnaire d’effets français.
Gardant toujours une rancune envers les Prussiens et leurs alliés les Impériaux, il fonda, le 22 octobre, le « Comité révolutionnaire Batave » qui, combattant toute forme de fédéralisme, enverra au général Dumouriez une légion de volontaires composée de réfugiés hollandais, formés en légion sous les ordres du général Daendels. Vivant non loin du Palais-Royal, le 10 août 1792, lors de la  prise des Tuileries, les évènements lui donnèrent à réfléchir sur le tour que prenait la Révolution. En novembre 1792, il appuya Coert Lambertus van Beyma au sujet des allocations accordées aux réfugiés et s’impliqua dans l’organisation financière de la Légion batave. Il publie deux brochures dans lesquelles il se montre en faveur de la mort de Louis XVI et appelle le peuple néerlandais à la rébellion.

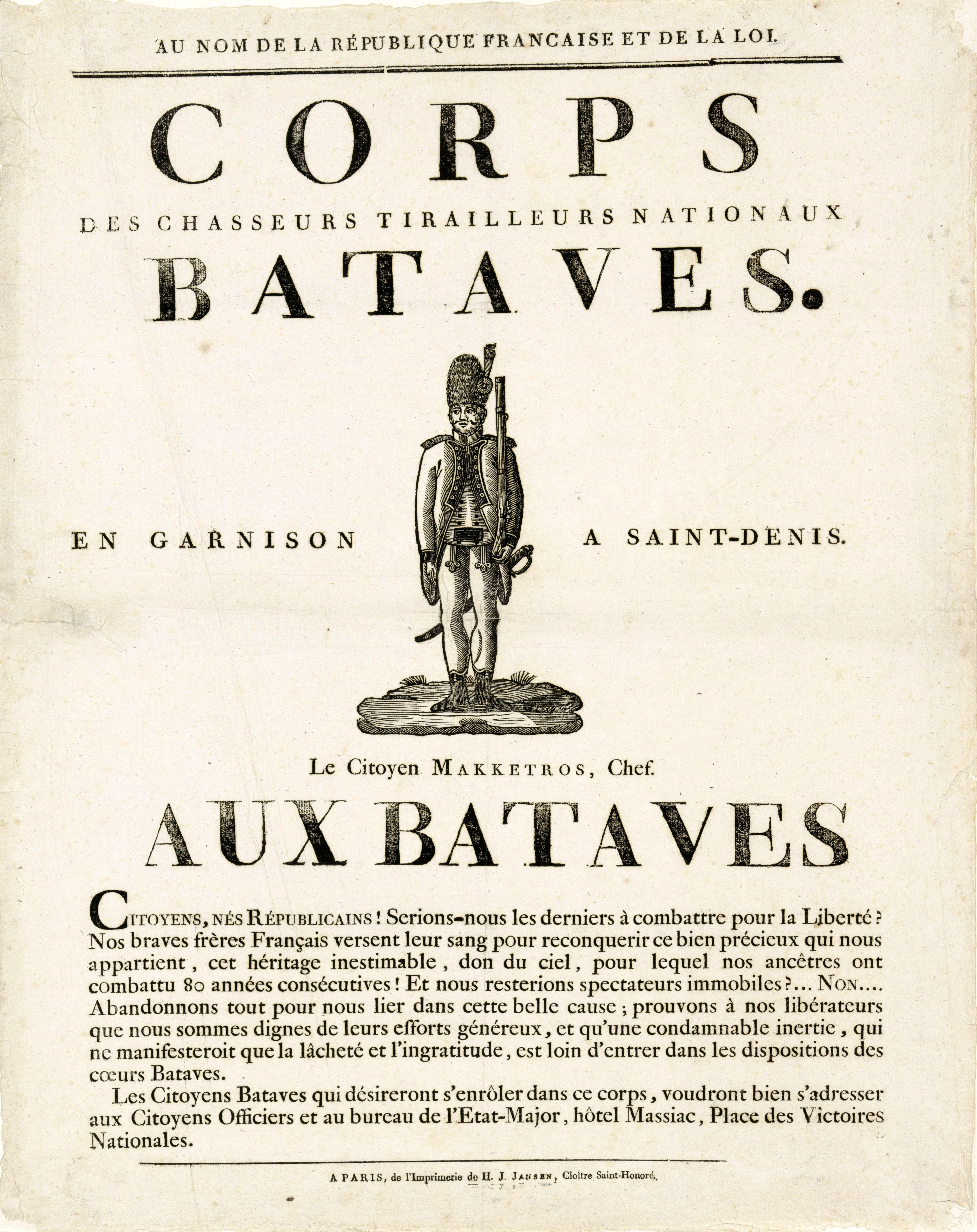
Corps Bataves (Batavian Legion) appeal to the Dutch refugees in France to join (1793)

Au commencement de 1793, il se rend, en qualité d’un des douze membres du Comité Batave, à Louvain, au quartier général de l’armée du Nord. De Kock et Westermann occupèrent Anvers et Breda. Après la défection de Dumouriez dans la nuit du 5 avril 1793, à la suite de la défaite de Neerwinden, de Kock rentre en France. Le 18 avril 1793, il se trouve à Lille puis il est de retour à Paris. Son premier souci est de se rendre à sa section, la section Bonne Nouvelle. C'est là qu'il fera la connaissance de Jacques René Hébert, son voisin dans rue Neuve de l'Égalité, cour des Miracles.  Dans la maison de Passy (Seine) où il s’était retiré après son retour du Nord, il recevait aussi Anacharsis Clootz, « l’orateur du genre humain » partisan de la République universelle et Ronsin, chef du club des Cordeliers.

### Les derniers mois
Le 1er janvier 1794, à l’expiration de son contrat de trois ans, De Kock quitte la banque Sartorius-Schuchardt. À la mi-mars 1794, il est accusé devant le Comité de Salut Public d’être un agent à la solde de Pitt le Jeune ou d’avoir tenté de faire libérer des prisonniers. Le 9 mars 1794, De Kock, Van Hooff, Schilge, Pröbsting et Blok s’adressèrent au Comité de salut public pour se disculper et déclarer qu’ils obéiraient en tout à cet organe Le 13 mars 1794, Saint-Just lança à la Convention nationale une attaque contre des personnes soupçonnées de complot contre le gouvernement révolutionnaire. Quatre chefs des Cordeliers, dont Hébert, sont arrêtés. Peu après, De Kock est également arrêté, bien qu'il ait été brièvement interrogé puis relâché quelques jours plus tôt.

Le 18 mars, il est conduit à la Conciergerie où il est officiellement inculpé par l'accusateur public Fouquier-Tinville. L’acte d’accusation, rédigé le 19 mars lui reproche d’avoir participé à des  conciliabules contre le gouvernement et, surtout, d’avoir été proche du général Dumouriez, ayant fait défection en avril 1793. Malgré les témoignages en sa faveur, notamment celui du général Westermann, il est accusé d’avoir participé à un vaste complot visant à rétablir la monarchie, à organiser la libération de prisonniers et à provoquer une famine à Paris. Les accusés furent inculpés en outre de corruption des mœurs, d’organisation d’orgies et de subversion de l’ordre moral, ce qui était perçu comme une attaque contre les valeurs de la Révolution. Une rumeur selon laquelle De Kock aurait prêté de l’argent au traiteur de la prison du Collège du Plessis, associé à celui du Palais du Luxembourg, suscita des soupçons selon lesquels il aurait voulu organiser l’évasion des prisonniers des deux établissements,. 

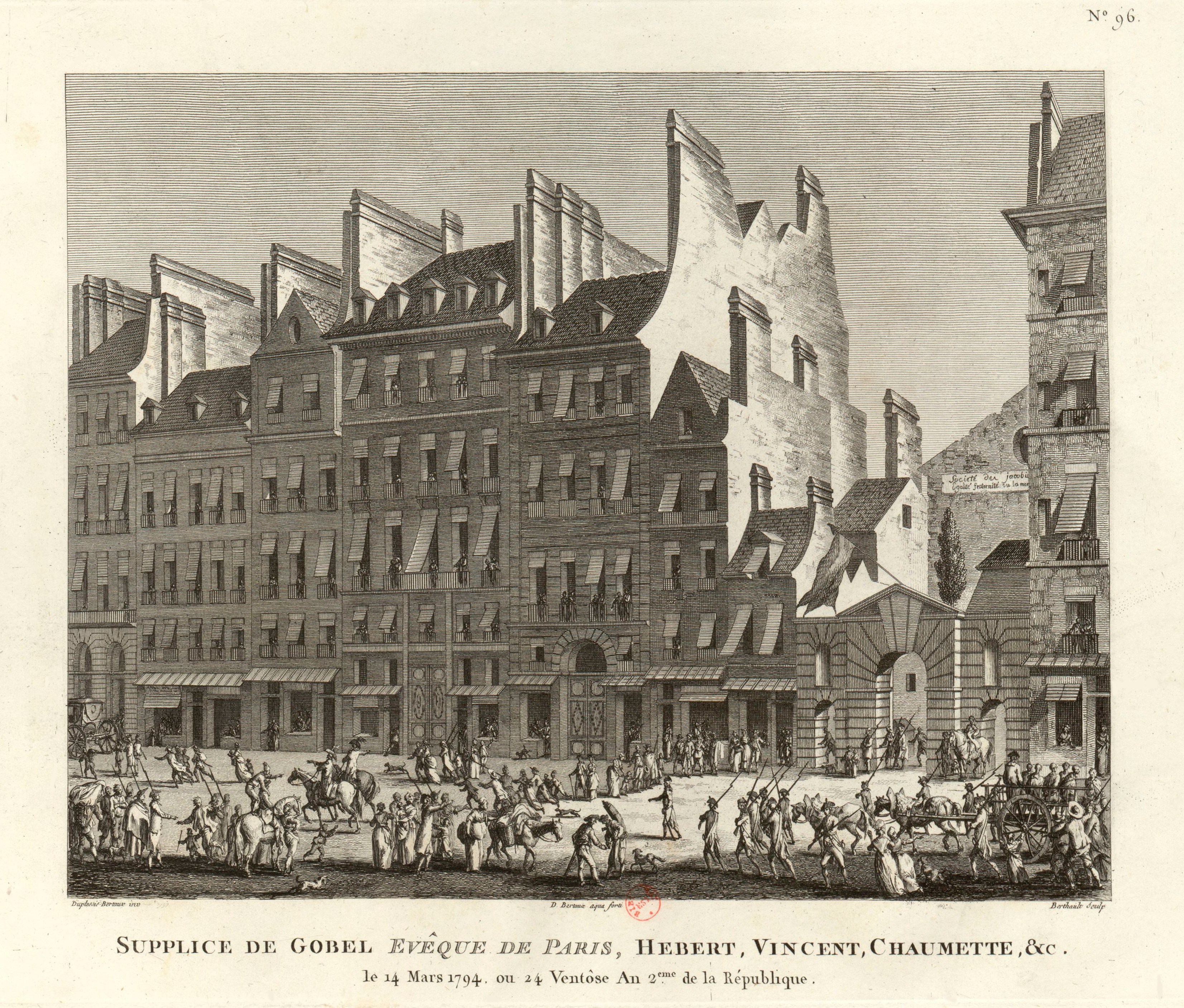
Hébert, Vincent et Ronsin sur la charrette les menant à la guillotine. La légende est incorrecte : Hébert et Vincent ont été exécutés le 4 germinal an II, Chaumette et Gobel, comme la veuve d'Hébert, le 24 germinal. Tableaux historiques de la Révolution française, Paris, BnF, département des estampes, 1802.

Traduit devant le Tribunal révolutionnaire dans le cadre du procès des Hébertistes ou Exagérés qui s’ouvre le 1er germinal an II, De Kock est condamné à mort. Il est exécuté le 4 germinal an II, à 6 h du soir, huitième sur l’échafaud, dans une série de seize condamnés parmi lesquels Vincent, Momoro, Ronsin, Clootz et Hébert.
Avant son exécution, De Kock aurait déclaré qu’il offrirait un dernier repas à ses compagnons d’infortune, la veille de leur mort, dans l’intention apparente de parodier le dernier banquet des députés girondins. Selon l’acte d’accusation de mars 1794, De Kock avait 28 ans, alors qu’il en avait en réalité 38. Cette erreur n’eut toutefois aucune incidence sur la procédure, le Tribunal révolutionnaire ne reconnaissant pas ce type d’irrégularité comme motif de nullité.
Environ dix jours après l’exécution, Fouquier-Tinville se présenta en personne au domicile de Passy et, apparemment attendri par le rire du fils du condamné, alors âgé de dix mois, ordonna que sa veuve puisse continuer à occuper son domicile jusqu’au sevrage de son enfant.

## Sources
- Marina Grey, Hébert : le père Duchesne, agent royaliste, Paris, Éditions Perrin, 1983 (ISBN 978-2-262-00300-5), 385 p.
- Paul de Kock, Mémoires de Ch. Paul de Kock écrits par lui-même, Paris, Édouard Dentu, 1873, 372 p. (lire en ligne), « 1er ».
- (nl) Joost Rosendaal, De Nederlandse Revolutie. Vrijheid, volk en vaderland 1783-1799, Nimègue, Vantilt, 2005, 256 p.,  (ISBN 978-9-07750-318-8), p. 247, 295, 343-344, 360-361, 411-420, 521-523, 562, 578.
- (nl) Joost Rosendaal, Joannes Conradus de Kock : held van de Nederlandse revolutie ?, Amsterdam, Bert Bakker, 2007.